# Plegadis falcinellus
El morito común (Plegadis falcinellus) es una especie de ave pelecaniforme de la familia Threskiornithidae propia del sur de Eurasia, África, Australasia, el Caribe y la costa atlántica norteamericana. Es un ibis de color  pardo rojizo oscuro, que frecuenta humedales costeros.

## Taxonomía

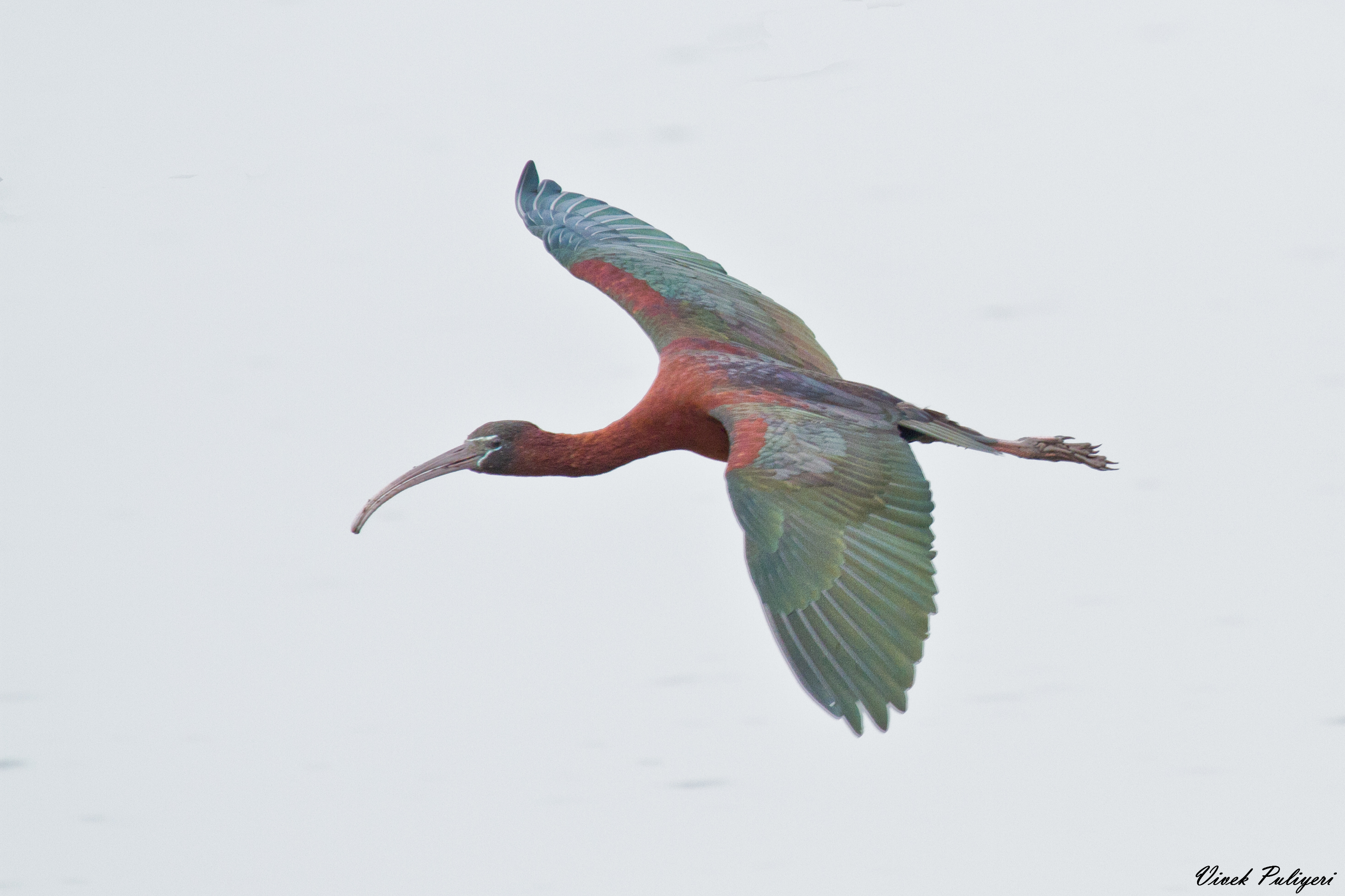
La especie se extendió a América naturalmente en el.

El morito común fue descrito científicamente por Carlos Linneo en la duodécima edición de su obra Systema Naturae, de 1766, con el nombre científico de Tantalus falcinellus. En 1829 el naturalista alemán Johann Jakob Kaup lo trasladó al género Plegadis. El morito cariblanco fue considerado una subespecie del morito común pues se sabía de híbridos de ambas especies en cautividad pero, a pesar de que sus rangos se superponen en libertad, no se conoce que lleguen a cruzarse en estado salvaje. También se ha sugerido que las poblaciones de Filipinas, Indonesia y Australia formen la subespecie P. f. peregrinus, pero estudios recientes demuestran que las diferencias no son las suficientes para esta separación. Por lo tanto, a pesar de su amplia distribución, no se reconocen subespecies diferenciadas.
El nombre de su género, Plegadis, procede de la palabra griega plegados, que significa «hoz», en alusión a la forma curvada característica del pico de estos ibis. Una etimología similar a la de su nombre específico, falcinellus, que es el diminuvo de la palabra latina falx que también significa «hoz».

## Descripción

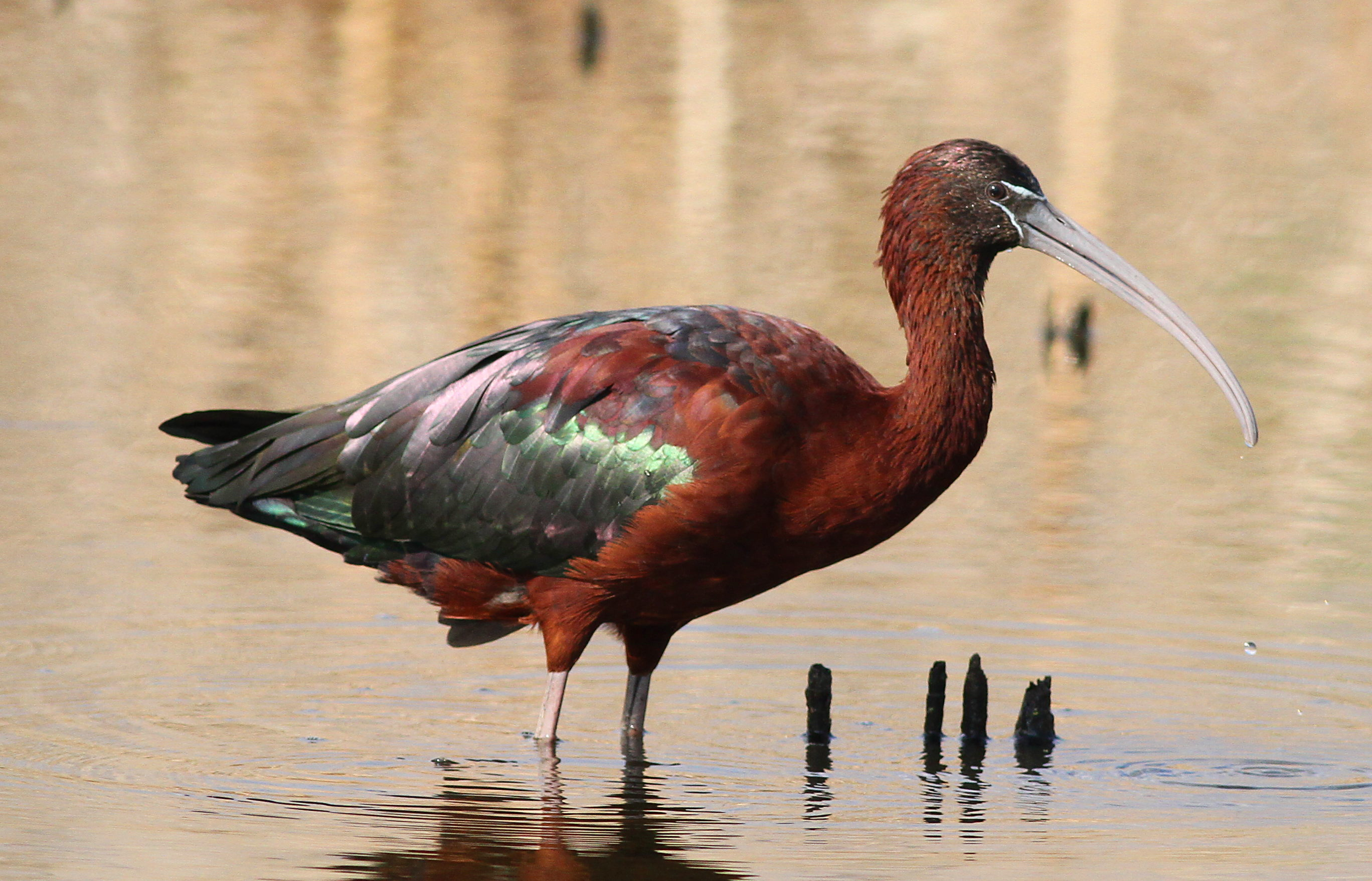
Ejemplar en plumaje reproductivo, en Sudáfrica.

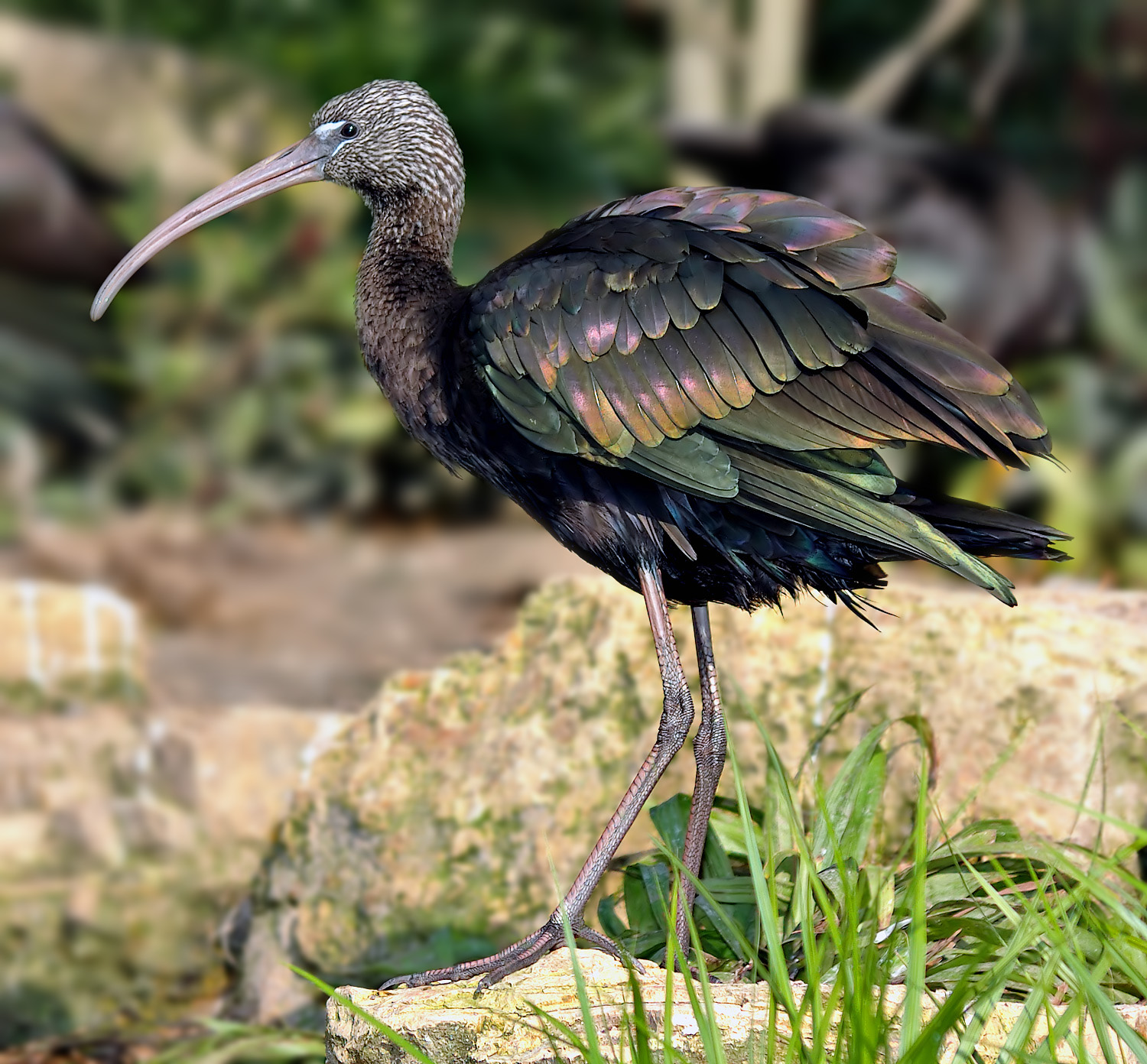
Ejemplar en plumaje no reproductivo.

El morito común es un ibis de tamaño medio. Mide entre 48–66 cm de largo, con una media de 59,4 cm y una envergadura alar de 80–105 cm.
 El culmen de su pico mide entre 9,7 y 14,4 cm, cada ala mide entre 24,8-30,6 cm, su cola mide entre 9-11,2 cm y sus tarsos miden entre 6,8-11,3 cm. Su peso oscila entre 485 y 970 g. Los adultos reproductores tienen el plumaje pardo rojizo oscuro en la mayor parte del cuerpo y verde botella en las alas con brillos broncíneos. El plumaje fuera de la época reproductora y el de los juveniles es más apagado. Su pico es grisáceo, y presenta un lorum oscuro desnudo en forma de V, de color gris azulado (en la época no reproductiva) que se torna de color azul cobalto enmarcado por dos líneas blancas. Sus patas son de color pardo rojizo. A diferencia de las garzas, los ibis vuelan con el cuello y las patas extendidos. Su vuelo es grácil y suelen colocarse en formación de V cuando vuelan en grupo. 
Aunque es bastante silencioso emite diversos graznidos y gruñidos, incluyendo un grito ronco, cuya onomatopeya es "grrrr"', durante la época de reproducción.

## Distribución y hábitat

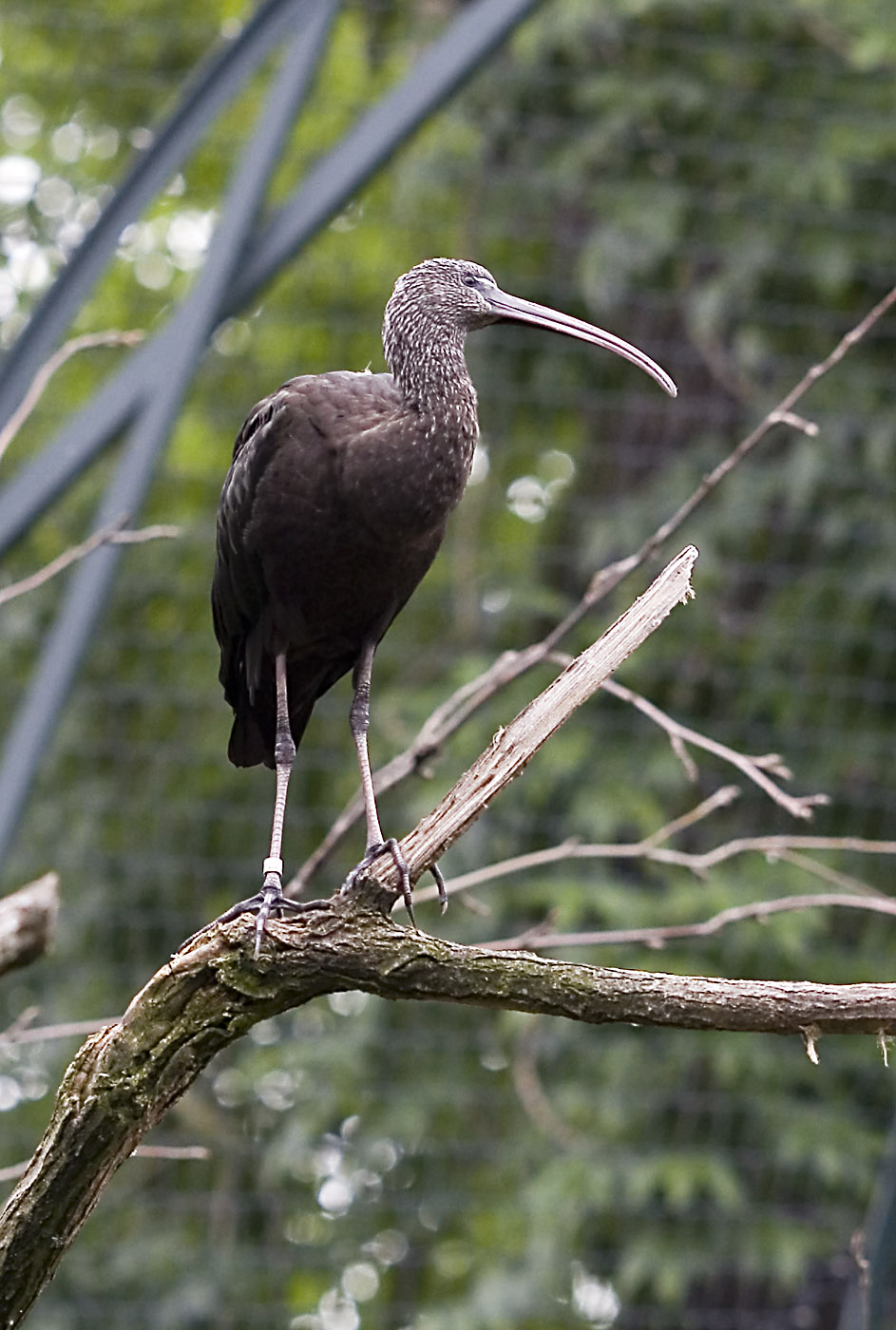
Es el ibis de distribución más amplia.

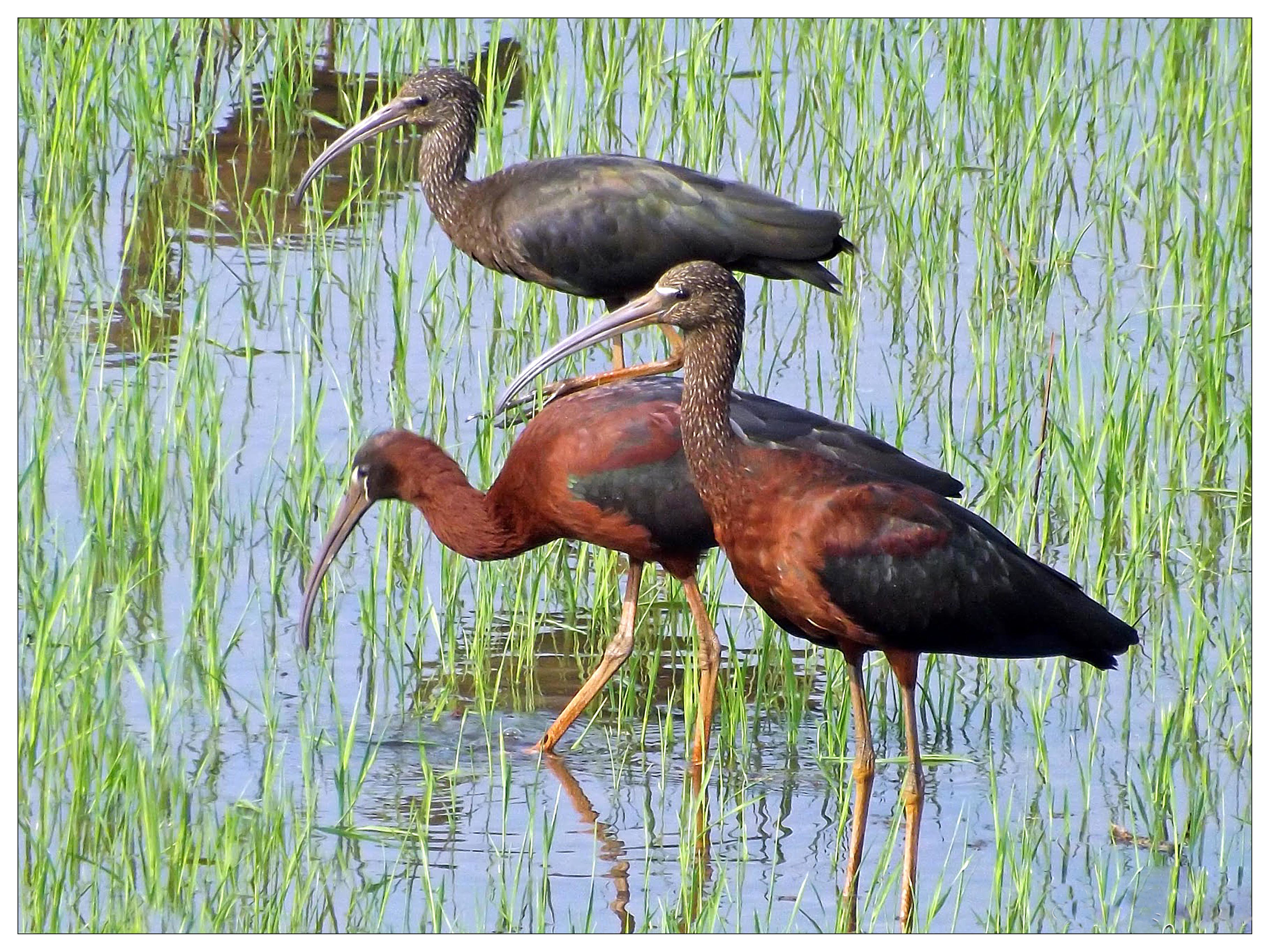
Los moritos se alimentan en aguas someras.

El morito común es la especie de ibis de mayor área de distribución, ya que está diseminado por la zonas cálidas del sur de Eurasia, África, Australasia, y las regiones caribeñas y atlánticas norteamericanas. Originalmente era autóctono del Viejo mundo, pero se extendió de forma natural desde África a la Sudamérica septentrional en el siglo XIX, desde donde se diseminó hasta Norteamérica. La primera vez que se registró al morito común en América fue en 1817, en Nueva Jersey. Audubon lo avistó solo una vez en Florida en 1832. Se ha expandido sustancialmente hasta el norte durante la década de 1940 y hacia el oeste en la de 1980. Es una especie migratoria en las zonas septentrionales. La mayoría de las poblaciones europeas pasan el invierno en África, y en Norteamérica los moritos desde Carolina del Norte pasan el invierno en el sur. las poblaciones de Asia pasan el invierno en el subcontinente indio y el sudeste asiático. En cambio, las demás poblaciones son dispersivas fuera de la época de cría. 
En España se puede avistar en puntos de las costas catalanas, valencianas y, especialmente, de Andalucía, donde cría en Doñana, en el Brazo del Este del Guadalquivir, en la laguna de Fuente Del Rey, en algunos humedales de la zona norte de la provincia de Ciudad Real, y en el Parque regional del Sureste (Madrid). En estas zonas se pueden observar bandadas de hasta cuatrocientos ejemplares de esta especie. Un número importante de estas aves pasan regularmente a Marruecos y en los estuarios de los ríos Souss y Massa son particularmente frecuentes los avistamientos de aves marcadas en Doñana. Las aves que crían en el sur de España también se disperan hacia el norte, y se avistan en las islas británicas.
El morito común se alimenta en aguas poco profundas y anidan en humedales de agua dulce o salobre con abundancia de vegetación alta y densa  como juncos, carrizo o papiro. Muestran preferencia por las marismas en las márgenes de lagos y ríos, pero también se pueden encontrar en lagunas, llanuras aluviales, prados inundables, pantanos, embalses, estanques artificiales y tierras de cultivo bien irrigadas. Se encuentra con menos frecuencia en lugares costeros como estuarios, deltas, marismas y lagunas costeras. Los sitios preferidos de descanso normalmente están en árboles grandes que pueden estar distantes de las áreas de alimentación.

## Comportamiento
El morito común realiza movimientos dispersivos tras la época de cría, y suele ser nómada. Las poblaciones más septentrionales son totalmente migratorias y viajan al sur, a veces a través de grandes distancias (por ejemplo atravesando el Desierto del Sahara). En las de las regiones templadas crían durante la primavera, mientras que las poblaciones tropicales anidan coincidiendo con la época de lluvias. Suelen anidar en colonias mixtas en árboles junto a otras especies, como las garzas. En la época de cría pueden juntarse en colonias de hasta cien ejemplares pero en el invierno y durante las estaciones secas se concentran en pequeños grupos. Con frecuencia duermen comunalmente en grandes grupos, también con otras especies de aves, en árboles que pueden llegar a estar a distancias considerables de los humedales donde se alimentan. 
La dieta del morito común es variable en función de la estación y del alimento disponible. Se alimenta principalmente de insectos adultos y larvas (como los escarabajos acuáticos, libélulas, saltamontes, grillos, dípteros y tricópteros), aunque entre sus presas también se encuentran anélidos (como sangüijuelas), moluscos (por ejemplo caracoles y mejillones), gusanos, crustáceos (cangrejos de río y mar), ranas, renacuajos, lagartijas y pequeñas serpientes, además de polluelos de otras aves.
El nido suele ser una plataforma de ramitas y vegetación colocada al menos a 1 m sobre el agua, a veces hasta 7 m en árboles o arbustos. Se ponen de tres a cuatro huevos (ocasionalmente 5), y son incubados por los padres durante veinte a veintitrés días. Los jóvenes pueden abandonar el nido después de unos siete días, pero los padres continúan alimentándolos durante otras seis o siete semanas. El joven podrá volar en unos veintiocho días.

## Conservación
El morito común está clasificado por la UICN como de preocupación menor debido a que se encuentra ampliamente extendido por todos los contienentes. Sin embargo, la tendencia de la población global es decreciente y se estima que entre 200.000 y 2.300.000 ejemplares viven en libertad. A pesar de esta tendencia, las poblaciones de Norteamérica y Europa se encuentran en buen estado y en crecimiento. Las amenazas para esta especie son principalmente el cambio climático y la contaminación de las agua que ponen en riesgo la calidad y extensión de sus hábitats.

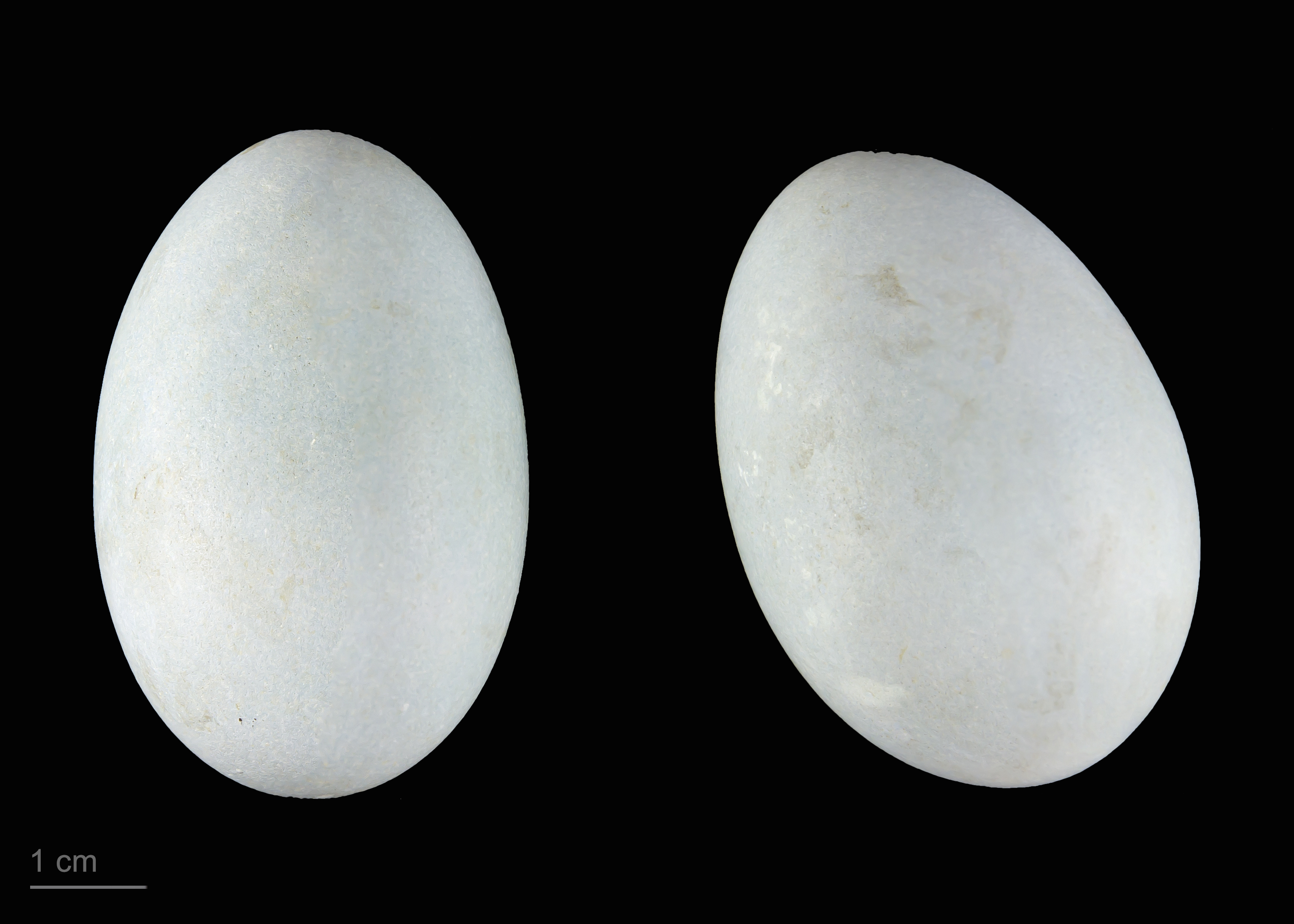
Plegadis falcinellus - MHNT